# أندري جيرجيسكو
أندري جيرجيسكو (بالرومانية: Andrei Georgescu)‏ هو لاعب كرة قدم روماني في مركز الهجوم، ولد في 12 مارس 1983 في بوخارست في رومانيا. لعب مع درودا يونايتد ونادي شيلبورن.